# Roger Flament
Roger Flament, né à Tournai, a étudié aux beaux-arts de Tournai et de Mons. Il a collaboré chez Belvision dans l'équipe de Claude Lambert et Bob de Moor en tant que directeur artistique sur le long métrage Tintin et le Temple du soleil de 1969, ainsi que décorateur sur Tintin et le Lac aux requins de 1972, sur le dessin animé La Flûte à six schtroumpfs (y a travaillé en tant qu'indépendant et ne peut donc pas être sur le générique) et sur quelques longs métrages de Lucky Luke. Il entre ensuite à France 3 Télévision pour créer et diriger l'atelier de dessin animé Lambersart qui réalisera différents courts métrages et génériques pour la chaîne.

## L'atelier d'animation de FR3 Lambersart[2]

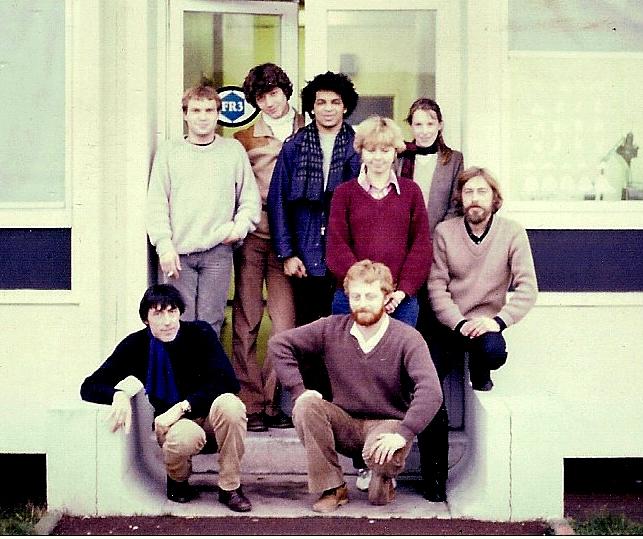
1re équipe de FR3

Créé en octobre 80 sur une initiative de Yves Geffray (responsable de production) afin d'animer une série de 13 × 5 min : Vagabul (de Jean-Claude Marol). L'atelier s'est constitué autour de Roger Flament. La réalisation de Vagabul terminée, l'atelier réalisa et contribua à différentes réalisations (Côt Côt, générique des éditions du Masque, masque affiché sur les livres d'Agatha Christie) et projets (la reproduction des chameaux, des avions, etc.) ; projets abandonnés faute de moyen. L'atelier eu le privilège en 1985 de réaliser le premier jingle pub de FR3.
Au même moment, Roger Flament réalisait le jingle pub de 5 secondes pour la Régie des 3 océans (invisible sur notre continent).

### Parad'X
Après le succès de Pégase, Roger Flament et Corinne Martinache écrivent en collaboration un moyen métrage parodiant le paradis terrestre. Leur vision personnelle du Parad'X se serait adressé à un public adulte. Le projet fut abandonné, la chaîne étant confrontée à des "problèmes de gestion" malgré l'intérêt marqué par le producteur Bruno Edera de la Télévision suisse romande.